# Navayana (Verlag)
Navayana (Sanskrit für neues Fahrzeug) ist ein 2003 von dem Dalit-Aktivisten Ravikumar und dem Journalisten S. Anand gegründeter Verlag mit Sitz in Neu-Delhi.
Der Verlag wurde 2003 zunächst mit Sitz in Chennai gegründet und in Puducherry registriert. Nachdem S. Anand für seine Gründung 2007 mit dem International-Young-Publisher-of-the-Year-Preis ausgezeichnet wurde, wurde der Verlagssitz nach New Delhi verlegt. Eine Besonderheit des Verlages ist es, dass er sich mit seinen Publikationen für die Belange der Dalit, die Überwindung des Kastenwesens und soziale Verbesserungen einsetzt und nur Bücher publiziert, die mit diesem Themenkreis in Zusammenhang stehen.